# Rob van Zandvoort
Rob van Zandvoort (Kerkrade, 30 januari 1958) is een Nederlands pianist en toetsenist die in diverse bands speelde. 
Tussen 1994 en 2001 maakte hij deel uit van de Tröckener Kecks. Eerder speelde hij onder andere in de Jack of Hearts (1989 - 1992) en kortstondig in The Serenes (1993). Nadien speelde Van Zandvoort onder andere als begeleider van Lucretia van der Vloot.
In de 21e eeuw is hij quizmaster geworden. Hij organiseerde vele pop- en pubquizzen, bijvoorbeeld in Paradiso, het Amsterdamse Compagnietheater en het Rozentheater. Sinds de Coronacrisis doet hij dat ook online. 